# IC 1436
IC 1436 — галактика типу E-S0 (еліптична спіральна галактика) у сузір'ї Водолій.
Цей об'єкт міститься в оригінальній редакції індексного каталогу.